# 몬테네로사비노
몬테네로사비노(이탈리아어: Montenero Sabino)는 이탈리아 라치오주 리에티도에 위치한 코무네다. 로마로부터 북동쪽 50km, 리에티로부터 남서쪽 14km 거리에 있다.